# Аллея соловецких юнг
Аллея соловецких юнг — аллея в Самаре, названная в честь выпускников Соловецкой школы юнг Северного флота. Расположена на набережной реки Волги от речного вокзала до улицы Некрасовской.

## История
Соловецкая школа юнг была образована в мае 1942 года по приказу Наркома ВМФ СССР Н. Г. Кузнецова на базе учебного отряда Северного флота. За три года существования школа дала флоту свыше четырёх тысяч квалифицированных специалистов. Из Куйбышева по комсомольским путёвкам отправились добровольцами в школу юнг свыше 700 ребят 14—15 лет.
14 апреля 1989 года на основании решения исполкома городского совета Самарского района города Куйбышева аллее на набережной реки Волги, протянувшейся от речного вокзала до улицы Некрасовской, было присвоено имя соловецких юнг.
23 мая 1992 года по инициативе председателя Совета ветеранов — выпускников Соловецкой школы юнг Ю. П. Зайцева на Аллее соловецких юнг был установлен памятник юнгам ВМФ, представляющий собой мемориальную гранитную стелу с расположенной на ней бескозыркой. Вокруг стелы находятся гранитные пилоны с памятными надписями. На самой стеле имеется следующая надпись: «Здесь от речного вокзала в 1942—1944 годах более 700 мальчишек добровольцами уходили в школу юнг ВМФ. Многие из них погибли в боях за нашу Родину». 
В 2010 году памятник юнгам ВМФ подвергся значительной реконструкции: была обновлена информационная стела, появились гранитные пилоны с мемориальными надписями. Надпись на одном из пилонов гласит: «Памятная аллея посвящается юнгам Великой Отечественной войны 1941—1945 гг. Аллея начинается в том месте, откуда уезжали учиться в соловецкую школу юнг добровольцы — мальчики. Ребята воевали на боевых кораблях и наравне с взрослыми несли суровую флотскую службу. Более половины из 700 юных героев не вернулись домой». На другом пилоне можно прочесть слова благодарности адмирала В. М. Гришанова, адресованные юнгам: «Вы, люди, чьей судьбе можно позавидовать… Спасибо вам, славные мальчишки военных лет, за все, что вы сделали для советского народа, для мира на земле». Согласно первоначальному замыслу, на постаментах планировалось выбить фамилии юнг-куйбышевцев, но в связи с тем, что из 700 человек удалось установить только 427 фамилий, от этой идеи пришлось отказаться.
В 2012 году Аллея соловецких юнг была реконструирована. В 2013 году у начала аллеи на улице Венцека установлен якорь в честь речников, погибших в годы Великой Отечественной войны.